# SHV Holdings
SHV Holdings er en nederlandsk handelskoncern med interesser i transport, detailhandel, olie, fødevarer og finansielle services. De har over 50.000 ansatte og i 2020 omsatte de for 16,7 mia. euro.

## Datterselskaber
- SHV Energy – flaskegas
- Makro – dagligvarekæde
- Mammoet - kraner og transport
- Eriks - maskinindustri
- Nutreco - dyrefoder
- NPM Capital - kapitalfond
- Kiwa - test, inspektion og certificering
- ONE-Dyas - Olie- og gasefterforskning